# Червона Поляна (Вознесенський район)
Черво́на Поля́на — село в Україні, в Мостівській сільській громаді Вознесенського району Миколаївської області. Населення становить 4 осіб. Орган місцевого самоврядування — Мостівська сільська рада.

## Населення

### Мова
Розподіл населення за рідною мовою за даними перепису 2001 року:
| Мова       | Кількість | Відсоток |
| ---------- | --------- | -------- |
| українська | 3         | 75%      |
| російська  | 1         | 25%      |
| Усього     | 4         | 100%     |

1. ↑  Рідні мови в об'єднаних територіальних громадах України — Український центр суспільних даних